# Бочаница
Боча́ница (укр. Бочаниця) — село, входит в Гощанскую поселковую общину Ровненского района Ровненской области Украины.
Население по переписи 2001 года составляло 1133 человека. Почтовый индекс — 35409. Телефонный код — 3650.